# 电视之星

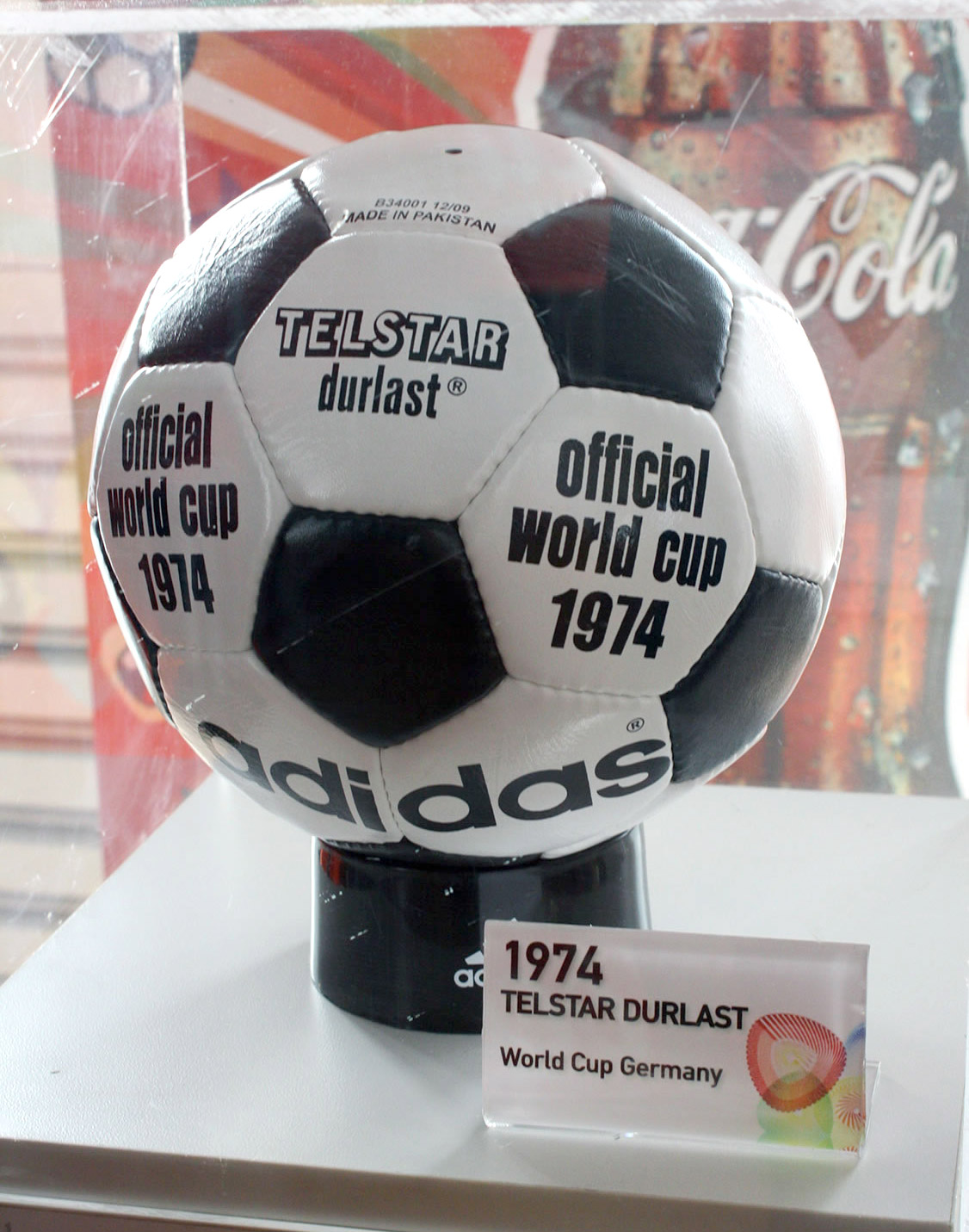
1974年世界杯用球电视之星

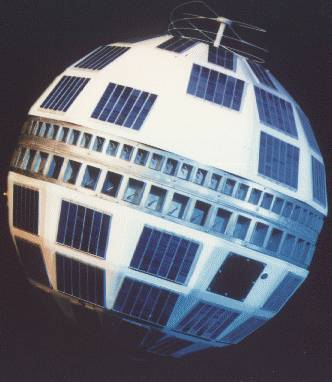
Telstar名称取自電星1號

电视之星（Telstar）是阿迪达斯制造的足球。基于Eigil Nielsen的设计，由32块球面板组成，之后更成为了足球的标志性模样。

## 球
该球最初是名为Telstar Elast在1968年欧洲足球锦标赛推出的。也是墨西哥1970年國際足協世界盃的官方指定用球。之后用于1972年欧洲足球锦标赛和1976年欧洲足球锦标赛。与之类似的Chile Durlast则作为在西德举办的1974年國際足協世界盃的官方指定用球。
电视之星是第一个使用现在熟悉的截角二十面體设计的世界杯用球，由12个黑色五边形和20个白色六边形面板组成。这种32面板配置于1962年由Select Sport推出，并用于1970年世界杯的官方logo。黑白图案是为了提高在黑白电视中的可见度（彩电在此期间在全球范围内仍然罕见），这种做法在Telstar之前也已经有过，尽管绝大多数足球仍然是棕色的。Telstar这个名字来自通讯卫星電星1號，它大致为球形，点缀着太阳能电池板，外观与足球有些相似，由贝尔实验室为AT&T开发，是世界上第一个有源通信卫星，并且第一个通过太空发送电视直播，电话和传真图像，开启了通过卫星即时全球通信的时代。
电视之星由皮革制成。1974年版“Durlast”加了聚氨酯涂层可提供防水功能，并可防止磨损和撕裂等损坏。
世界杯只提供了20个电视之星，随后出售了约600,000个复制品。1970年的一些比赛是用棕色球进行的。1974年Chile Durlast是全白色。
新版本电视之星名为电视之星 18，是2018年國際足協世界盃官方指定用球，设计保持了一般模式，除了五边形的角被拉伸成像素化的渐变。